# شراتنباخ
شراتنباخ (به آلمانی: Schrattenbach) یک منطقهٔ مسکونی در اتریش است که در ناحیه نوین‌کیرشن واقع شده‌است. شراتنباخ ۳۷۶ نفر جمعیت دارد.